# ISight

iSight est le nom de plusieurs caméras externes et internes commercialisées par Apple sur ses ordinateurs et ses terminaux mobiles.

## iSight FireWire

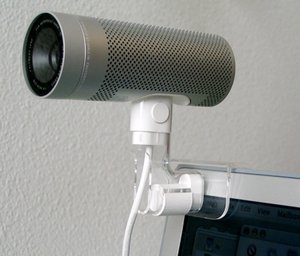
L’iSight FireWire clipsée sur l'écran d'un PowerBook (le support est à l'envers).

L’iSight originale est une webcam fabriquée par Apple et commercialisée entre 2003 et 2006. Elle possède un design cylindrique, une coque en aluminium perforé, et est reliée à l'ordinateur par une connectique FireWire 400 (garantissant un débit vidéo confortable, sans sollicitation du processeur). Ce produit est apprécié pour son esthétique (proche du PowerMac G5) simple et sobre, et sa compacité qui permet un transport facile aux côtés d'ordinateur portable. iSight comprend deux microphones intégrés supprimant le bruit ambiant durant les conversations et qui, selon Apple, offrent un son clair comme du cristal. Cette webcam est notamment conçue pour la visioconférence via le logiciel iChat AV (qui supporte la vidéo à partir de MacOS 10.3). Elle peut aussi être utilisée pour filmer de courtes séquences à l'aide de iMovie HD ou prendre des instantanés à l'aide de Photo Booth, qui permet, depuis sa version 2 (intégrée à Leopard), de capturer des séquences vidéo. Son optique ayant une ouverture de 2,8, elle donne ainsi des images de bonne qualité.
Un set de supports en plastique était fourni avec cette webcam, permettant de l'utiliser avec la plupart des ordinateurs de la gamme à l'époque. Quatre supports différents ont existé : un modèle autocollant à fixer derrière l'iMac G4, un modèle à clipser en haut de l'écran des PowerBook G4, un pied autocollant à fixer sur une table ou au sommet d'un eMac, et enfin un pied magnétique adapté aux premiers iMac G5 et aux écrans Apple Cinema Display. 

## iSight intégrée

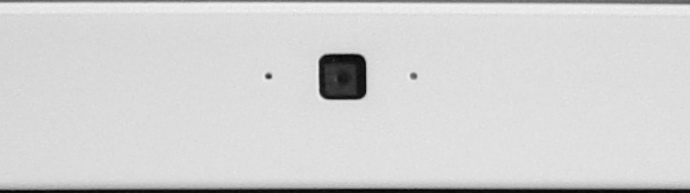
L'iSight sur un MacBook.

L’iSight est intégrée dans certains iMac à partir de l'iMac G5 troisième version (octobre 2005), ainsi que dans les ordinateurs portables de la marque (MacBook, MacBook Air et MacBook Pro) et dans les moniteurs LED Cinema Display. Ces caméras possèdent une connectique interne en USB 2.0.
Le nom iSight est remplacé pour les ordinateurs Apple par les appellations FaceTime ou FaceTime HD à partir de novembre 2010. Ces noms sont liés à la technologie FaceTime, logiciel de visioconférence créé par Apple en 2010 pour l'iPhone 4.

## iSight et iOS
Depuis la sortie de l'iPad 3 en mars 2012, le nom iSight est ré-utilisé pour les caméras arrières équipant les appareils mobiles d'Apple. Les iPod touch, iPhone et iPad dotés d'une caméra frontale destinée à la visioconférence et nommée FaceTime, comme sur les ordinateurs Apple, voient ainsi leur caméra arrière destinée à la photographie nommée (parfois rétrospectivement) iSight.

## Sur les autres systèmes d'exploitation

### Le modèle Firewire
Il peut également être utilisé sous Linux grâce à la bibliothèque libdc1394 et à l'interface graphique Coriander. Une description de la marche à suivre est disponible en français. 

### Le modèle USB
Le modèle USB, celui intégré dans les iMac, les MacBook et les MacBook Pro, peut être installé sous Linux avec un « pilote expérimental »(Archive.org • Wikiwix • Archive.is • Google • Que faire ?).